# Food Chemicals Codex
Der Food Chemicals Codex (FCC) ist eine Sammlung von ca. 1200 international anerkannten Monographien zur Identitäts- und Reinheitsbestimmung von Lebensmittelzusatzstoffen, wie Aromen, Farbstoffen, Geschmacksverstärkern, Nährstoffen und Konservierungsmitteln.

## Inhalt der Monographien
Die Monographien enthalten – wo anwendbar – folgende Detailinformationen:
- Chemische Struktur
- Summenformel
- Molare Masse
- INS-Nummer [International Numbering System des Codex Alimentarius, der World Health Organization (WHO) und Food and Agriculture Organization (FAO) für Lebensmittelzusatzstoffe]
- CAS-Nummer
- Verwendungszweck
- Verpackung
- Lagerungshinweise
- Anforderungen an die Kennzeichnung
- IR-Spektrum (wird meist zur Identitätskontrolle benutzt)

In jeder einzelnen Monographie sind Kriterien – meist auch Grenzwerte – für die Identitäts- und Reinheitsbestimmung (Spezifikationen) angegeben. Das jeweilige analytische Prüfverfahren ist im  Food Chemicals Codex detailliert beschrieben.